# На тајном задатку: Повратак на колеџ
На тајном задатку: Повратак на колеџ (енгл. 22 Jump Street) америчка је акциона комедија из 2014. у режији Фила Лорда и Кристофера Милера, која представља наставак филма На тајном задатку из 2012. године.

## Улоге
| Глумац         | Улога          |
| -------------- | -------------- |
| Џона Хил       | Мортон Шмит    |
| Ченинг Тејтум  | Грег Џенко     |
| Петер Стормаре | Дух            |
| Ајс Кјуб       | капетан Диксон |
| Амбер Стивенс  | Маја Диксон    |
| Вајат Расел    | Зук            |
| Џилијан Бел    | Мерседес       |
| Џими Татро     | Рустер         |
| Крејг Робертс  | Спенсер        |
| Ник Оферман    | Харди          |